# Saint-Aubert-sur-Orne
Pour les articles homonymes, voir Aubert.
Saint-Aubert-sur-Orne est une ancienne commune française, située dans le département de l'Orne en région Normandie, devenue le 1er janvier 2016 une commune déléguée au sein de la commune nouvelle de Putanges-le-Lac.
Elle est peuplée de 98 habitants.

## Géographie
La commune est située dans la Suisse normande, à la limite du pays d'Houlme, dans le Bocage normand.

## Toponymie
Toponyme cité en 1031 : Sanctus Adalbertus.

## Histoire
En 996,saint Guillaume de Volpiano, moine puis abbé de Saint-Bénigne de Dijon (puis de la Trinité de Fécamp), demande au duc Richard Ier de Normandie de donner l'église de Saint-Aubert (et ses revenus) à l'abbaye bourguignonne. Mais, peu de temps après, il faut l'intervention de Richard III (duc de Normandie de 1003 à 1026) pour reprendre "des mains d'Atto le Fou, pour le prix de cent livres, les églises de Saint-Aubert-sur-Orne et de Longchamp ; il les restitue à Saint-Bénigne en s'en constituant l'avoué". Cette dernière abbaye l'échangera ensuite avec l'abbaye Saint-Étienne de Caen. La cure de Saint-Aubert était « à la présentation » de l'abbaye Saint-Étienne de Caen (ie : c'est l'abbé de Saint-Étienne qui proposait le nom du futur curé à l'évêque de Bayeux chargé de sa nomination).
En 1698 — dans le "Mémoire" sur l'état de la généralité d'Alençon établi par l'Intendant : M. de Pommereuil — à propos de l'exercice de la justice, il est précisé : « Outre les juridictions royales, il y en a de seigneuriales […] la juridiction de Saint-Aubert (est dévolue) aux religieux de Caen… ». De 1731 à 1759, le curé de Saint Aubert sur Orne est messire Philippe Delaunay.
Avant la Révolution de 1789, une haute justice se tenait à Saint-Aubert (près de la vieille église et du gué sur l'Orne). En 1789, en prévision des États généraux convoqués par le roi Louis XVI au château de Versailles, la paroisse de Saint-Aubert (dans le bailliage de Falaise) désigne deux députés du tiers état : Louvet et Désange, pour siéger à l'Assemblée provinciale des trois ordres (Société d'Ancien Régime) de Normandie, le 16 mars 1789 à Rouen.
Au siècle dernier, les habitants étaient surnommés les « usuriers de Saint-Aubert » (compliment ou sobriquet critique signifiant mauvais prêteur ? ).
Le 1er janvier 2016, Saint-Aubert-sur-Orne intègre avec huit autres communes la commune de Putanges-le-Lac créée sous le régime juridique des communes nouvelles instauré par la loi no 2010-1563 du 16 décembre 2010 de réforme des collectivités territoriales. Les communes de Chênedouit, La Forêt-Auvray, La Fresnaye-au-Sauvage, Ménil-Jean, Putanges-Pont-Écrepin, Rabodanges, Les Rotours, Saint-Aubert-sur-Orne et Sainte-Croix-sur-Orne deviennent des communes déléguées et Putanges-Pont-Écrepin est le chef-lieu de la commune nouvelle.

## Politique et administration
| Période                                  | Période       | Identité        | Étiquette | Qualité      |
| ---------------------------------------- | ------------- | --------------- | --------- | ------------ |
| mars 1979                                | mars 2008     | Claude Jumeline | SE        | Agriculteur  |
| mars 2008                                | décembre 2015 | Annick Macé     | SE        | Agricultrice |
| Les données manquantes sont à compléter. |               |                 |           |              |

## Population et société

### Démographie
L'évolution du nombre d'habitants est connue à travers les recensements de la population effectués dans la commune depuis 1793. À partir du 1er janvier 2009, les populations légales des communes sont publiées annuellement dans le cadre d'un recensement qui repose désormais sur une collecte d'information annuelle, concernant successivement tous les territoires communaux au cours d'une période de cinq ans. 
Pour les communes de moins de 10 000 habitants, une enquête de recensement portant sur toute la population est réalisée tous les cinq ans, les populations légales des années intermédiaires étant quant à elles estimées par interpolation ou extrapolation. Pour la commune, le premier recensement exhaustif entrant dans le cadre du nouveau dispositif a été réalisé en 2007,.
En 2022, la commune comptait 98 habitants, en évolution de −10,09 % par rapport à 2016 (Orne : −1,53 %, France hors Mayotte : +2,49 %).
| 1793 | 1800 | 1806 | 1821 | 1836 | 1841 | 1846 | 1851 | 1856 |
| ---- | ---- | ---- | ---- | ---- | ---- | ---- | ---- | ---- |
| 667  | 602  | 683  | 741  | 588  | 572  | 545  | 561  | 525  |

| 1861 | 1866 | 1872 | 1876 | 1881 | 1886 | 1891 | 1896 | 1901 |
| ---- | ---- | ---- | ---- | ---- | ---- | ---- | ---- | ---- |
| 517  | 512  | 517  | 430  | 397  | 372  | 330  | 323  | 308  |

| 1906 | 1911 | 1921 | 1926 | 1931 | 1936 | 1946 | 1954 | 1962 |
| ---- | ---- | ---- | ---- | ---- | ---- | ---- | ---- | ---- |
| 304  | 306  | 255  | 258  | 244  | 235  | 205  | 157  | 170  |

| 1968 | 1975 | 1982 | 1990 | 1999 | 2007 | 2011 | 2016 | 2020 |
| ---- | ---- | ---- | ---- | ---- | ---- | ---- | ---- | ---- |
| 150  | 130  | 124  | 126  | 126  | 116  | 112  | 109  | 98   |

## Culture locale et patrimoine

### Lieux et monuments
- L'église Saint-Aubert.
- L'ancienne église ruinée (nef romane et chœur flamboyant simple) au bord de l'Orne seul reste avec un puits de l'ancien village du Vieux Saint-Aubert qui est inscrit au titre des monuments historiques par arrêté du 14 septembre 1992[8].
- Château de Guillaume, vestiges d'une fortification de hauteur d'un éperon barré par un rempart de terre et de pierres au lieu-dit la Saussaie, au sud-est, sur un promontoire dominant l'Orne et sa confluence avec le ruisseau du Jonqueret[9].

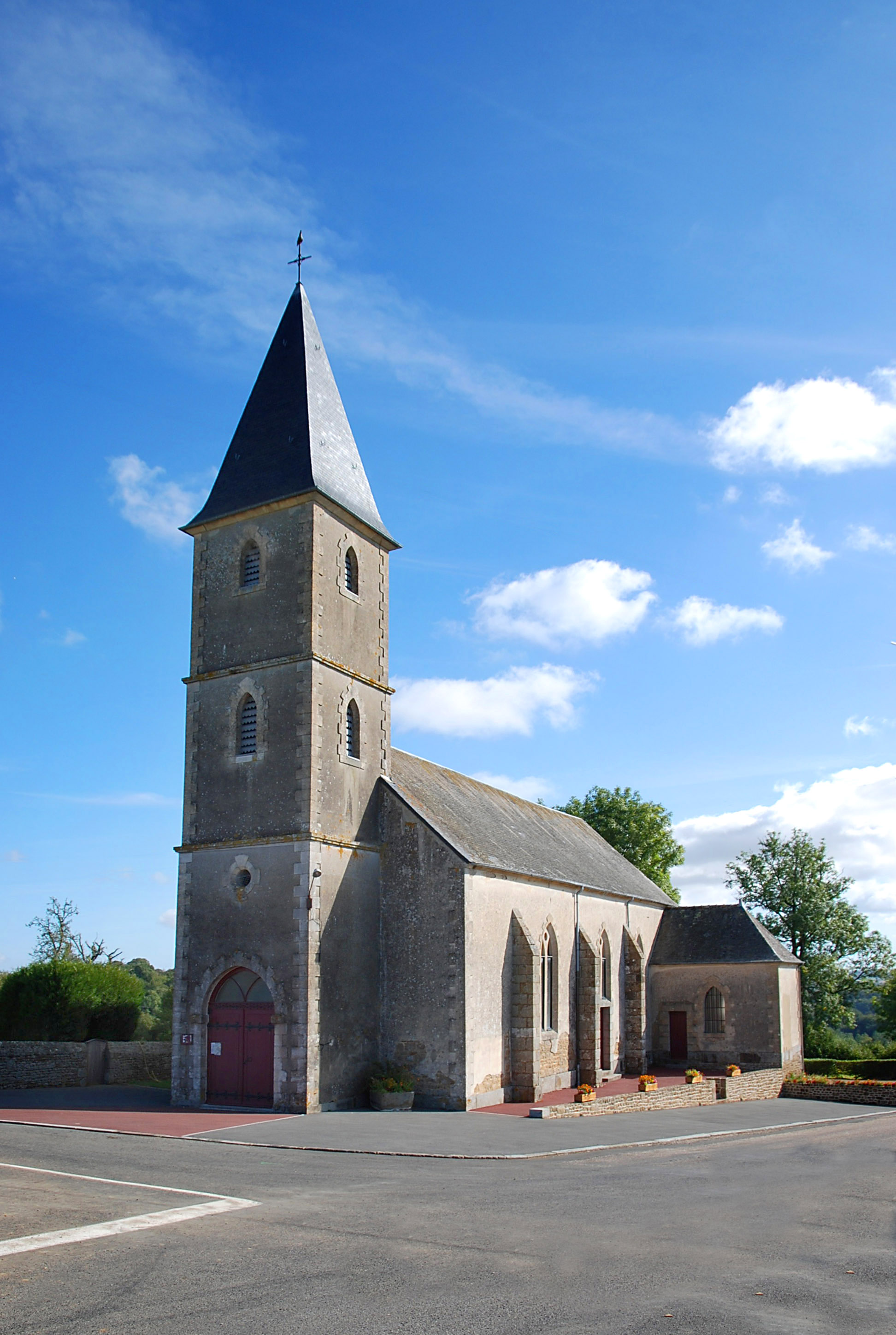
L'église Saint-Aubert.
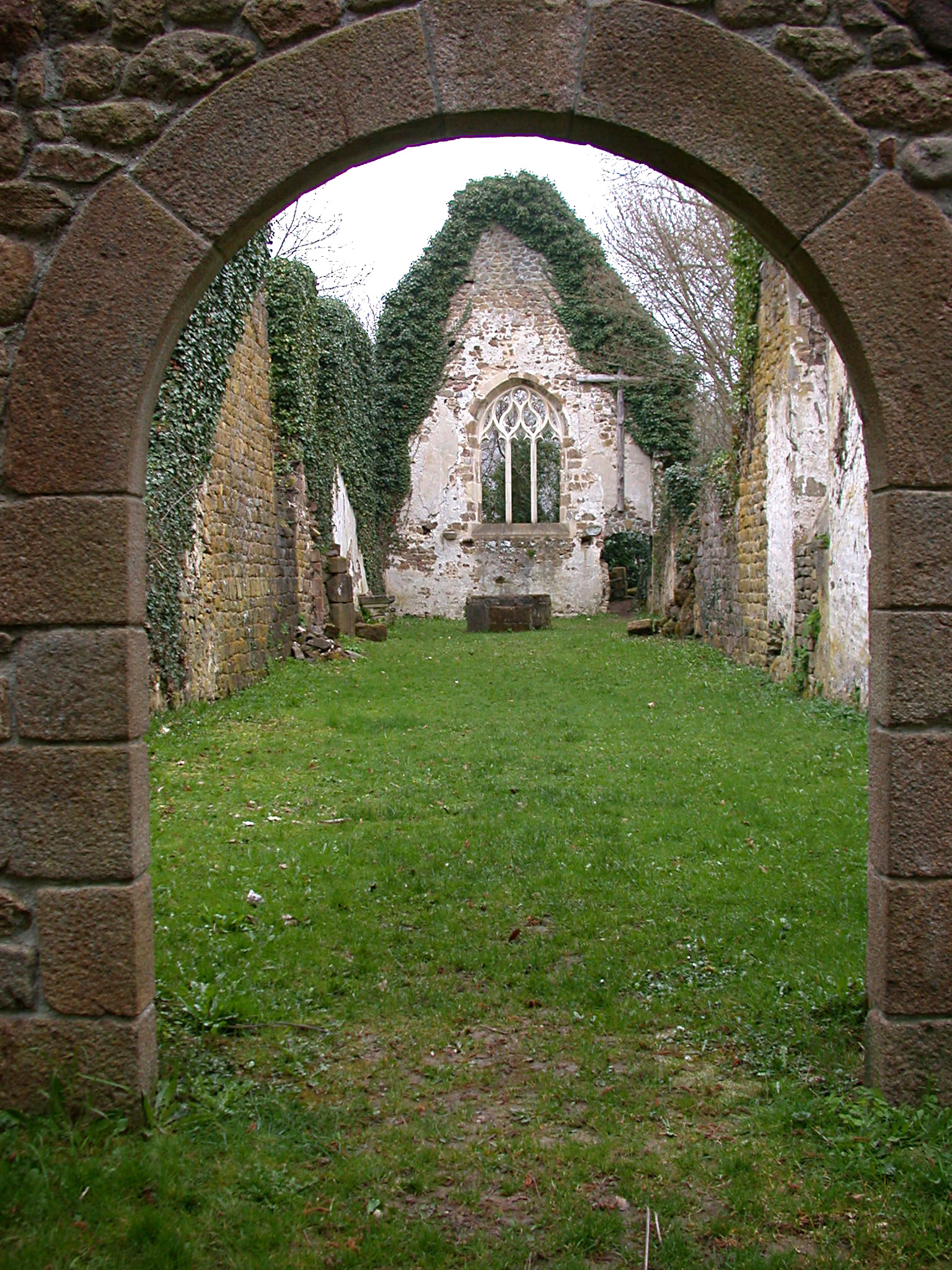
L'église du Vieux Saint-Aubert.